# Sankt Andreas kyrka, Helsingborg
Sankt Andreas kyrka är en kyrkobyggnad i Helsingborg tillhörande Maria församling i Lunds stift. Den är namngiven efter aposteln Andreas.
Kyrkan ligger i norra delarna av Helsingborg. S:t Andreas kyrka invigdes 1926 av biskop Edvard Magnus Rodhe som sjukhuskyrka för S:ta Maria sjukhus, ett mentalsjukhus som var i drift från 1927 till 1990-talet. På 1990-talet dekonsekrerades kyrkan, men 1997 köptes den av Maria församling i Svenska kyrkan för en symbolisk summa och den gjordes då till stadsdelskyrka för det framväxande bostadsområdet Maria Park.

## Orgel
- 1960 byggde Marcussen & Søn, Aabenraa, Danmark och är en mekanisk orgel.

| Manual        | Pedal      | Koppel  |
| Gedakt 8´     | Subbas 16´ | Man/Ped |
| Principal 4'  | Gedakt 8´  |         |
| Rörflöjt 4'   |            |         |
| Oktava 2'     |            |         |
| Mixtur 3 chor |            |         |
| Dulcian 8'    |            |         |